# Lychnocystis superstes
Lychnocystis superstes is een sponssoort in de taxonomische indeling van de glassponzen (Hexactinellida). De spons leeft diep in zee. Het skelet van de spons bestaat uit spicula van kiezel.
De spons behoort tot het geslacht Lychnocystis en behoort tot de familie Aulocystidae. De wetenschappelijke naam van de soort werd voor het eerst geldig gepubliceerd in 1880 door Schmidt.